# Llau de l'Hortella
La llau de l'Hortella és una llau de l'antic terme de Sapeira, actualment inclòs en el terme municipal de Tremp, al Pallars Jussà.
Es forma a ponent del mateix poble d'Espills, des d'on davalla cap al sud-oest fins a abocar-se en el barranc d'Espills a llevant de Castelltallat. Discorre paral·lel pel costat de ponent del Serrat de la Bitlla.